# Boroskrakkói református templom
A boroskrakkói református templom műemlék Romániában, Fehér megyében. A romániai műemlékek jegyzékében az AB-II-a-A-00211 sorszámon szerepel.